# William le Maire de Warzée d’Hermalle

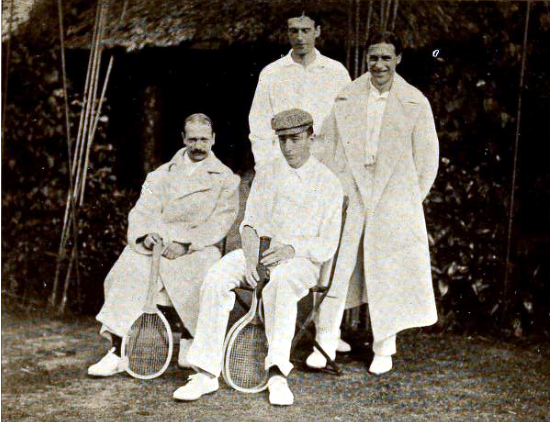
Le Maire de Warzée, sitzend links (Davis Cup, 1904)

William „Willy“ le Maire de Warzée d’Hermalle (* 1878; † 1966) war ein belgischer Tennisspieler am Anfang des 20. Jahrhunderts.

## Karriere
Le Maire de Warzée nahm zwischen 1897 und 1910 an Tennisturnieren teil. Bei den Wimbledon Championships erzielte er in den Jahren 1904 und 1908 mit dem Erreichen des Viertelfinales sein bestes Resultat.  Er gewann sechs Mal die belgischen Meisterschaften im Einzel und sieben Mal im Doppel. 1904 bildete er zusammen mit Paul de Borman die belgische Mannschaft im Davis Cup, bei dem sie im Finale Großbritannien unterlagen.